# 4490 Bambery
4490 Bambery (1988 ND) là một tiểu hành tinh vành đai chính bên trong được phát hiện ngày 14 tháng 7 năm 1988 bởi Eleanor F. Helin và Brian P. Roman ở Palomar.